# Italien i olympiska vinterspelen 1956
Italien deltog i olympiska vinterspelen 1956 som Italien arrangerade. Italiens trupp bestod av 65 idrottare, 53 var män och 12 var kvinnor.

## Medaljer

### Guld
- Bob
  - Herrar två-mans: Lamberto Dalla Costa och Giacomo Conti

### Silver
- Bob
  - Herrar fyra-mans: Eugenio Monti, Ulrico Girardi, Renzo Alverà och Renato Mocellini
  - Herrar två-mans: Eugenio Monti och Renzo Alverà

## Trupp
- Alpin skidåkning
  - Bruno Burrini
  - Gino Burrini
  - Giuliana Chenal-Minuzzo
  - Cristina Ebner
  - Guido Ghedina
  - Carla Marchelli
  - Maria Grazia Marchelli
  - Paride Milianti
  - Italo Pedroncelli
  - Anna Pellissier
  - Dino Pompanin
  - Vera Schenone
  - Lino Zecchini
- Bob
  - Renzo Alverà
  - Eugenio Monti
  - Giacomo Conti
  - Lamberto Dalla Costa
  - Ulrico Girardi
  - Renato Mocellini
  - Carlo Da Prà
  - Dino De Martin
  - Giovanni De Martin
  - Giovanni Tabacchi
- Längdskidåkning
  - Rita Bottero
  - Gioacchino Busin
  - Gianni Carrara
  - Innocenzo Chatrian
  - Ottavio Compagnoni
  - Federico De Florian
  - Arrigo Delladio
  - Pompeo Fattor
  - Vigilio Mich
  - Battista Mismetti
  - Anita Parmesani
  - Fides Romanin
  - Ildegarda Taffra
  - Camillo Zanolli
- Konståkning
  - Manuela Angeli
  - Fiorella Negro
- Ishockey
  - Giancarlo Agazzi
  - Rino Alberton
  - Mario Bedogni
  - Vittorio Bolla
  - Giampiero Branduardi
  - Ernesto Crotti
  - Gianfranco Darin
  - Aldo Federici
  - Giuliano Ferraris
  - Giovanni Furlani
  - Francesco Macchietto
  - Aldo Maniacco
  - Carlo Montemurro
  - Giulio Oberhammer
  - Bernardo Tomei
  - Carmine Tucci
- Nordisk kombination
  - Aldo Pedrana
- Backhoppning
  - Luigi Pennacchio
  - Tito Tolin
- Nordisk kombination och  Backhoppning
  - Enzo Perin
  - Alfredo Prucker
- Hastighetsåkning på skridskor
  - Carlo Calzà
  - Guido Caroli
  - Guido Citterio
  - Paolino Dimai
  - Remo Tomasi